# Keurvorstelijk Slot Amberg
Het Keurvorstelijk Slot (Kurfürstliche Schloss of Neues Schloss) in de Beierse stad Amberg werd vanaf 1417 door keurvorst Lodewijk III van de Palts gebouwd. Keurvorst Frederik I van de Palts liet het ombouwen tot een dwangburcht. In 1603 kreeg het zijn huidige vorm.
Sinds 1944 herbergt het slot het bestuur (Landratsamt) van Amberg-Sulzbach.